# S型函数

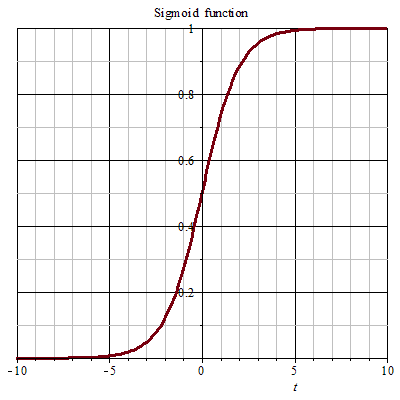
S型函數的曲線圖形

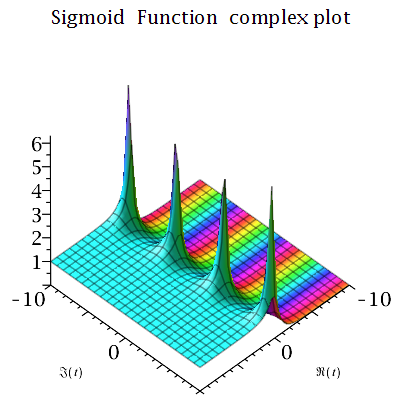
S型函數在複數域的分布圖形

S型函数（英語：sigmoid function，或稱乙狀函數）是一種函数，因其函數圖像形状像字母S得名。其形狀曲線至少有2個焦點，也叫“二焦點曲線函數”。S型函数是有界、可微的实函数，在实数范围内均有取值，且导数恒为非负，有且只有一个拐点。S型函数和S型曲线指的是同一事物。
逻辑斯谛函数是一种常见的S型函数，其公式如下：
{\displaystyle S(t)={\frac {1}{1+e^{-t}}}.}
其级数展开为：
{\displaystyle s:=1/2+{\frac {1}{4}}t-{\frac {1}{48}}t^{3}+{\frac {1}{480}}t^{5}-{\frac {17}{80640}}t^{7}+{\frac {31}{1451520}}t^{9}-{\frac {691}{319334400}}t^{11}+O(t^{12})}
其他S型函數案例見下。在一些學科領域，特別是人工神经网络中，S型函數通常特指邏輯斯諦函數。

## 常見的S型函數
- 逻辑斯谛函数

{\displaystyle f(x)={\frac {1}{1+e^{-x}}}}

一些S型函數的比較，圖中的函數皆以原點斜率為1的方式歸一化。

- 雙曲正切函數（等價於逻辑斯谛函数的平移與縮放）

{\displaystyle f(x)=\tanh x={\frac {e^{x}-e^{-x}}{e^{x}+e^{-x}}}}
- 反正切函數

{\displaystyle f(x)=\arctan x}
- 古德曼函數

{\displaystyle f(x)=\operatorname {gd} (x)=\int _{0}^{x}{\frac {1}{\cosh t}}\,dt=2\arctan \left(\tanh \left({\frac {x}{2}}\right)\right)}
- 误差函数

{\displaystyle f(x)=\operatorname {erf} (x)={\frac {2}{\sqrt {\pi }}}\int _{0}^{x}e^{-t^{2}}\,dt}
- 廣義邏輯斯諦函數（英语：Generalised logistic function）

{\displaystyle f(x)=(1+e^{-x})^{-\alpha },\quad \alpha >0}
- 平滑階躍函數（英语：Smoothstep）

{\displaystyle f(x)={\begin{cases}\displaystyle {\frac {\int _{0}^{x}{\bigl (}1-u^{2}{\bigr )}^{N}\ du}{\int _{0}^{1}{{\bigl (}1-u^{2}{\bigr )}^{N}\ du}}},&|x|\leq 1\\\operatorname {sgn}(x)&|x|\geq 1\\\end{cases}}\,\quad N\geq 1}
- 一些代數函數, 例如

{\displaystyle f(x)={\frac {x}{\sqrt {1+x^{2}}}}}
所有連續非負的凸形函數的積分都是S型函數，因此許多常見概率分布的累积分布函数會是S型函數。一個常見的例子是误差函数，它是正态分布的累积分布函数。